# Бокслаф, Вильгельм
Вильгельм Людвиг Николай Бокслаф (нем. Wilhelm Bockslaff, латыш. Vilhelms Bokslafs, 24 октября 1858 года, Рига — 9 марта 1945 года, Познань) — прибалтийско-немецкий архитектор, участвовавший в создании образа Риги в конце XIX века — начале XX века. Работал в стиле эклектики, а также активно экспериментировал в области модерна.

## Жизнь
Вильгельм Боклсаф происходил из немецкой семьи со старинными купеческими традициями. Его дед основал первую в Прибалтийских губерниях льноткацкую фабрику. Отец будущего архитектора занимал должность старейшины Большой гильдии, а мать происходила из семьи рижского бургомистра Тимма. Его дядя — академик живописи В. Ф. Тимм, а тётя, Эмилия, была первой женой российского живописца Карла Брюллова, а вторично вышла замуж за писателя Алексея Греча.
С детства и до отъезда с родины Бокслаф жил в доме № 9 по Большой Замковой улице (в настоящее время — улица Пилс), который построил в стиле классицизма знаменитый рижский архитектор Кристоф Хаберланд в 1780-м.
С 1878 года Вильгельм Бокслаф изучал архитектуру в Рижском политехническом училище. Был членом немецкой студенческой корпорации Rubonia.
В 1885 г. он вместе с Николаем Хугенбергом и Константином Пекшеном становится полноправным архитектором. Его дипломной работой была отдельно стоящая на площади одного провинциального города Евангелически-лютеранская церковь, что отразило желание Бокслафа работать над большими сакральными объектами. Сохранилась также одна из его курсовых работ — Охотничий замок.
Сразу после окончания он устроился на работу в этот же Политехнический Институт (был ассистентом декана архитектурного факультета Иоганна Коха) и одновременно с 1886-го по 1892 год работал помощником в его архитектурном бюро, которое было довольно крупным и имело хорошую репутацию. Он принимал участие в разработке проектов многих частных домов, а также вместе с Кохом проектировал церковь Лютера в Пардаугаве (1888), церковь св. Альберта на улице Лиепаяс (1901), банковское здание на улице Валдемара 1в (1887).
В 1892 году Бокслаф открыл собственное архитектурное бюро. Он начал получать заказы на строительство больших общественных зданий в Риге. Помимо создания собственных проектов Бокслаф уделял много внимания реконструкции исторических строений в Лифляндии, например, замка в Страупе (Лиелстраупский замок). При его участии реставрировались такие значимые для города объекты, как церковь Св. Петра, Домский собор.
В межвоенный период по проекту Бокслафа было построено промышленное здание фабрики «Квадрат» в Московском форштадте.
В более поздний период, в 1939 году (во времена диктатуры Ульманиса) Бокслаф покинул Латвию как балтийский немец. Вся его большая семья переселилась в Познань, где на финальном этапе Второй мировой войны она жила в стеснённых условиях. Архитектор жил в погребе со своими дочерьми. Погиб во время бомбардировок Познани. Уже после окончания военных действий тело Бокслафа было перенесено на местное кладбище.

## Самые известные строения
- Клуб британских моряков (улица Пилс, д. 11), сегодня — здание посольства Дании, 1901 год. Архитектура напоминает об эпохе Ренессанса, а небольшой балкон над главным входом — о «Ромео и Джульетте», из-за чего рижане это здание «Дом Джульетты»[3].
- Помещение для магазинов на первом этаже и жилых апартаментов для членов Большой Гильдии (улица Амату, 4), 1903 год. Бокслафу удалось сделать эту постройку доминантой ансамбля Малой и Большой гильдий. Разнообразные формы оконных проёмов, лёгкий декор на фасаде, угловой эркер с высокой изящной башенкой и фигурка юного подмастерья, согнувшегося над книжкой и почесывающего затылок — все эти детали придают зданию жизнерадостный вид[3].
- Здание банка на ул. Смилшу, 6.
- Коммерческая школа (сегодня — Академия Художеств Латвии) в парке Эспланада, историческая постройка в формах эклектики с использованием отдельных стилевых элементов модерна, 1905 год.
- Жилой дом по улице Калькю, 6 («Дом трубочиста»).
- Жилой дом по улице Лайпу, 1 (в Старом городе).
- Жилой дом на улице Яуниела, 25/29 (дом Нейбурга, 1903), известен по фильму «17 мгновений весны». Главный вход в него акцентирован массивными колоннами со спиралевидными каннелюрами, украшенными скульптурным декором в виде стилизованных листьев средиземноморского аканта. Между колоннами над дугообразным проемом главного входа нависает женская маска с загадочным выражением лица. Эркеры, вытянутые и закругленные по верху окна, грубая фактура штукатурки первого этажа и витринные окна, забранные чугунными решётками помогли архитектору решить трудную задачу — сделать объём огромного здания зрительно изящным[3].
- Водонапорная башня на улице Алисес (Агенскалнс), 1910 год.
- Церковь Святого Креста в Чиекуркалнсе (улица Ропажу, 120), совместно с архитектором Эдгаром Фризендорфом, 1908—1909 гг.
- Охотничий замок Яунмоку (сегодня — резиденция Тукумского районного муниципалитета), 1901 год. Проектировался Бокслафом как охотничья резиденция рижского градоначальника Джорджа Армитстеда. Он был владельцем замка до 1904 года. Затем замок стал собственностью дворянской семьи Бринкен, а после 1910 года его выкупают представители лифляндской ветви семьи баронов фон Унгерн-Штернбергов.
- Лютеранская церковь в Дубулты[латыш.] (Юрмала), 1907—1909 гг. Выполнена в оригинальном этнографическом стиле латышского романтизма; проект был реализован параллельно с возведением рижской Церкви Святого Креста.
- Церковь Святого Иоанна в Дерпте; строительство велось с 1899 по 1904 годы.

Также Вильгельм Бокслаф активно участвовал в застройке Рижского штранда, когда вошёл в моду стиль уютного семейного дома с элементами латышского национального романтизма. Архитектор проектировал дачи на взморье (современный город Юрмала) для остзейских предпринимателей, латышской буржуазии и русских курортников.
|  |  |  |

## Память
К 150-летию Вильгельма Бокслафа в 50 километрах от Риги — в Малпилсской усадьбе, построенной по проекту этого архитектора, был открыт памятник зодчему работы Глеба Пантелеева. Бронзовая фигура мастера запечатлена в движении, с рулоном чертежей под мышкой. Это первый памятник архитектору в Латвии, он изготовлен по заказу нынешних владельцев усадьбы — предпринимателя Алдиса Плаудиса и его дочери Лиги.